# Grypus
Grypus (лат.) — род жуков из семейства брахицерид (Brachyceridae).

## Описание
Тело в густых коротких округлых чешуйках. Головотрубка тонкая, длиннее переднеспинки, на вершине расширена, блестящая, сверху по всей длине голая. Усиковые бороздки гладкие. Надкрылья к задней трети более или менее расширенные. Лапки короткие широкие, второй сегмент средних и задних лапок поперечный.